# Vlagyimir Nyikolajevics Vasziljev
Vlagyimir Nyikolajevics Vasziljev (Mikolajiv, ma: Ukrajna, 1967. augusztus 8.) orosz sci-fi-író, zenész.

## Élete
Apja három és fél éves korában megtanította olvasni, és ő hamar megszerette a sci-fi történeteket.
A 80-as évek végén rádiómérnöki diplomát szerzett, és az államvasutak kommunikációs részlegénél helyezkedett el. Másfél esztendeig volt itt, majd bebarangolta Oroszországot és alkalmi munkákból tartotta el magát. Közben elkezdett írni is.

## Munkássága
Első elbeszélése, a Hasonmások 1987-ben jelent meg egy magazinban. További novellái Szverdlovszktól Donyecken át Moszkváig a legkülönbözőbb kiadványokban láttak napvilágot. Első önálló kötetét, mely a Félelem és szemrehányás nélkül címet kapta, Volgográdban jelent meg.
A nagy áttörést a Szívek és gépek című regény hozta meg számára 1997-ben, mellyel a cyberpunk egyes számú oroszországi írójává vált. Egyformán otthonosan mozog az SF és a fantasy világában, de kémtörténettel is próbálkozott már. Kedvenc szerzői közt tartja számon a mi Rejtő Jenőnket, hazája SF irodalmában pedig többek közt Szergej Lukjanyenkót jelölte meg követendő példaként. Örömmel fogadta a felkérést a Nappali Őrség (Дневной дозор) társszerzőségére. A regény urban fantasy-világa annyira megtetszett neki, hogy Lukjanyenko hozzájárulásával később egyedül is írt egy történetet. Művei - többek között - bolgár, lengyel, angol és magyar nyelven jelentek meg.

## Magyarul megjelent művei
- Szergej Lukjanyenko–Vlagyimir Vasziljev: Nappali őrség (Őrség 2.); ford. Weisz Györgyi; Metropolis Media, Bp., 2007 (Galaktika fantasztikus könyvek) ISBN 978-963-8773-02-9
- Káosz-őrség (Őrség 5.); ford. Weisz Györgyi; Metropolis Media, Bp., 2008 (Galaktika fantasztikus könyvek)[1] ISBN 978-963-9828-34-6
- S.T.A.L.K.E.R. Halálos zóna; ford. Földeák Iván; Metropolis Media, Bp., 2014 (Galaktika fantasztikus könyvek)[2] ISBN 978-615-5158-86-5
- S.T.A.L.K.E.R. A duplikátor gyermekei; ford., előszó, jegyz. Sándor Gábor; Metropolis Media, Bp., 2015 (Galaktika fantasztikus könyvek)[3] ISBN 978-615-5508-29-5
- Időőrség (Őrség 8.); ford. Weisz Györgyi; Metropolis Media, Bp., 2015 (Galaktika fantasztikus könyvek)[4] ISBN 9786155508424